# Kustovnice

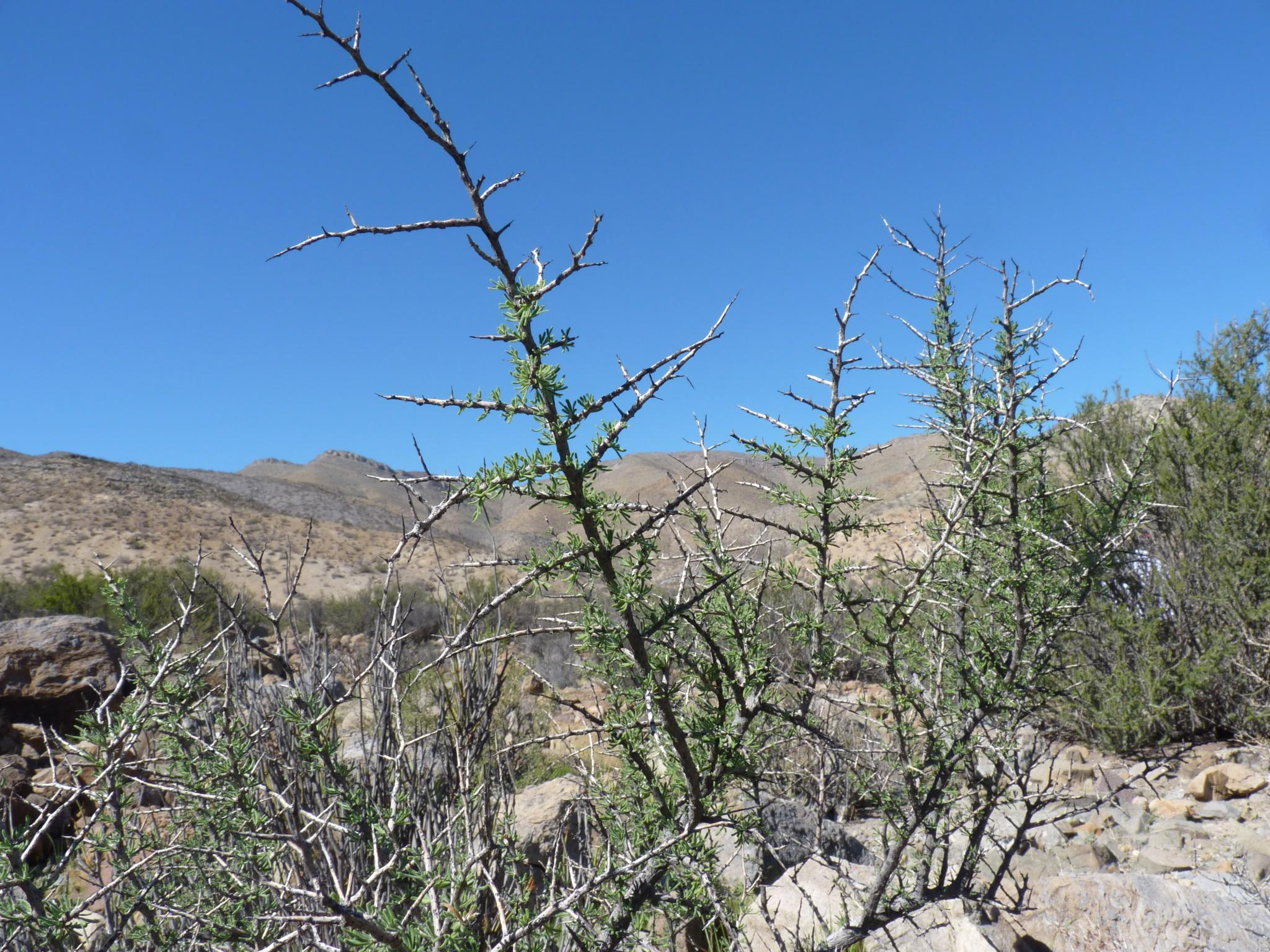
Silně trnitý druh Lycium minutifolium

Kustovnice (Lycium) je rod rostlin z čeledi lilkovitých (Solanaceae). Zahrnuje asi 80 druhů, rozšířených v mírných a subtropických oblastech obou polokoulí. Kustovnice jsou keře s drobnými listy a málo nápadnými květy. Některé druhy mají sukulentní listy. Kustovnice cizí je pěstována v České republice jako okrasná rostlina a v teplejších oblastech zdomácněla. Plody kustovnice cizí a kustovnice čínské jsou známy jako godži a jsou populární jako doplněk zdravé výživy.

## Popis
Kustovnice jsou opadavé nebo stálezelené, přímé nebo převisavé keře. Rostliny jsou často silně větvené a s kolcovými trny. Odění se skládá z jednoduchých chlupů. Listy jsou drobné, jednoduché, celistvé, řapíkaté nebo přisedlé, bylinné až silně dužnaté (sukulentní), obvykle nahloučené na koncích krátkých větévek. Květy jsou dlouze stopkaté, jednotlivé nebo po několika ve svazečcích v úžlabí listenů. Kalich je zvonkovitý, zakončený 2 až 5 zuby nebo laloky. Koruna je nálevkovitá až zvonkovitá, s krátkou korunní trubkou a většinou s rozestálými koncovými laloky. Tyčinek je 5 (výjimečně pouze 4), jsou přirostlé spodní částí nitek v korunní trubce a většinou vyčnívají z květů. Semeník je dvoupouzdrý, čnělka je tenká, zakončená hlavatou bliznou. Každé pouzdro semeníku obsahuje 1 až mnoho vajíček. Bobule jsou kulovité až podlouhlé, červené, žluté, oranžové nebo černé, se zbytky vytrvalého kalicha. Semena jsou zploštělá.

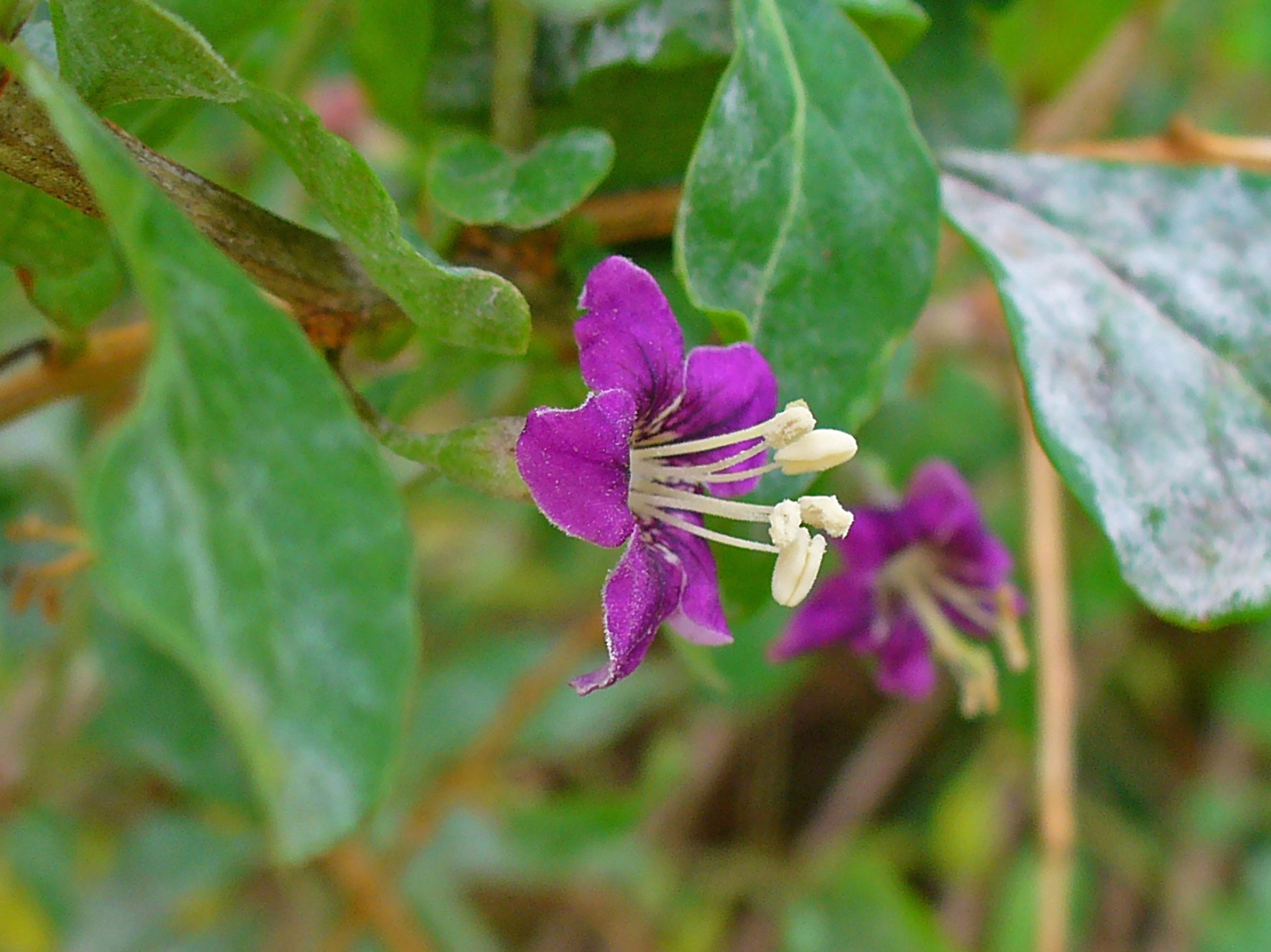
Květ kustovnice cizí
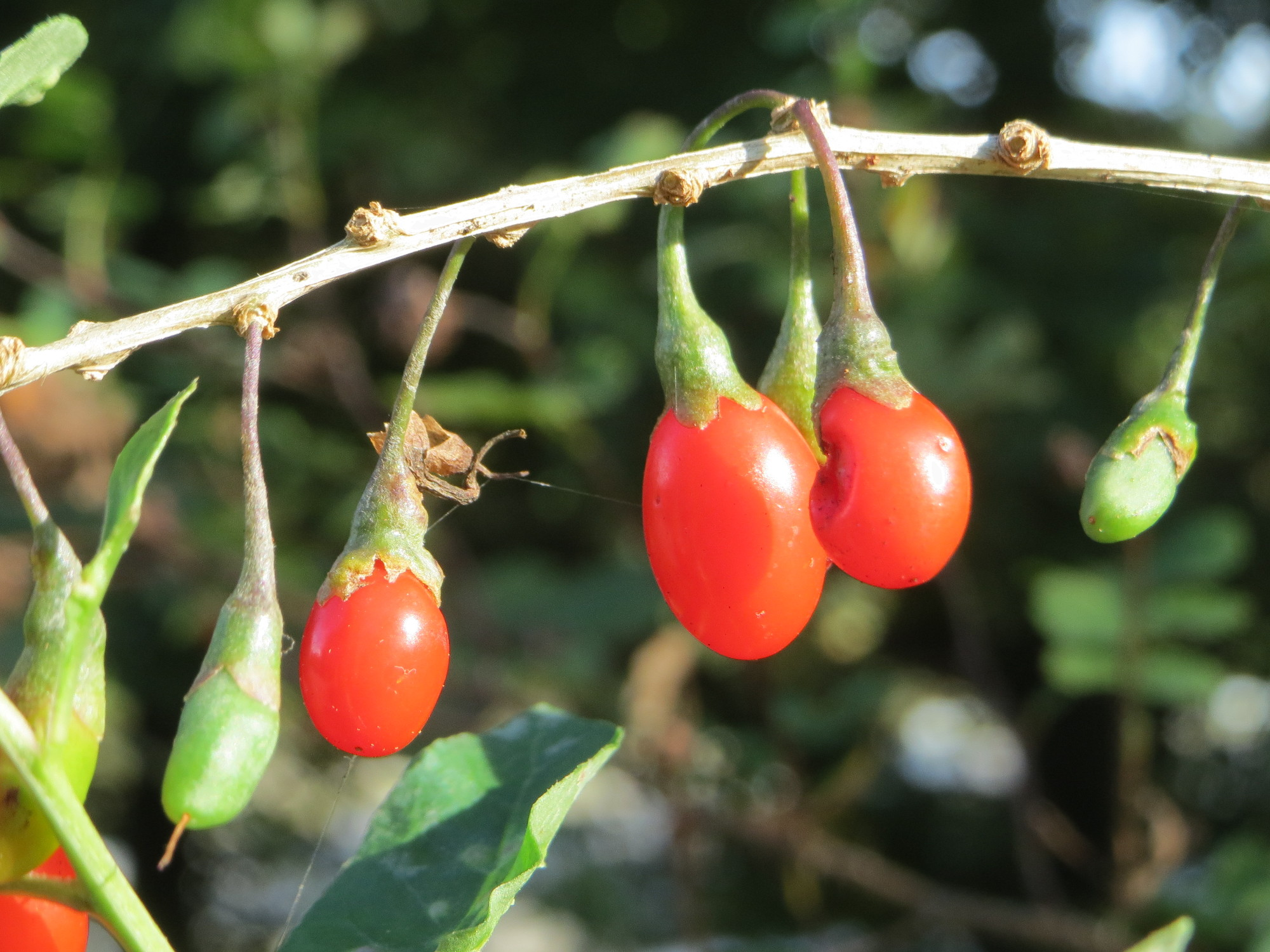
Detail plodů kustovnice cizí
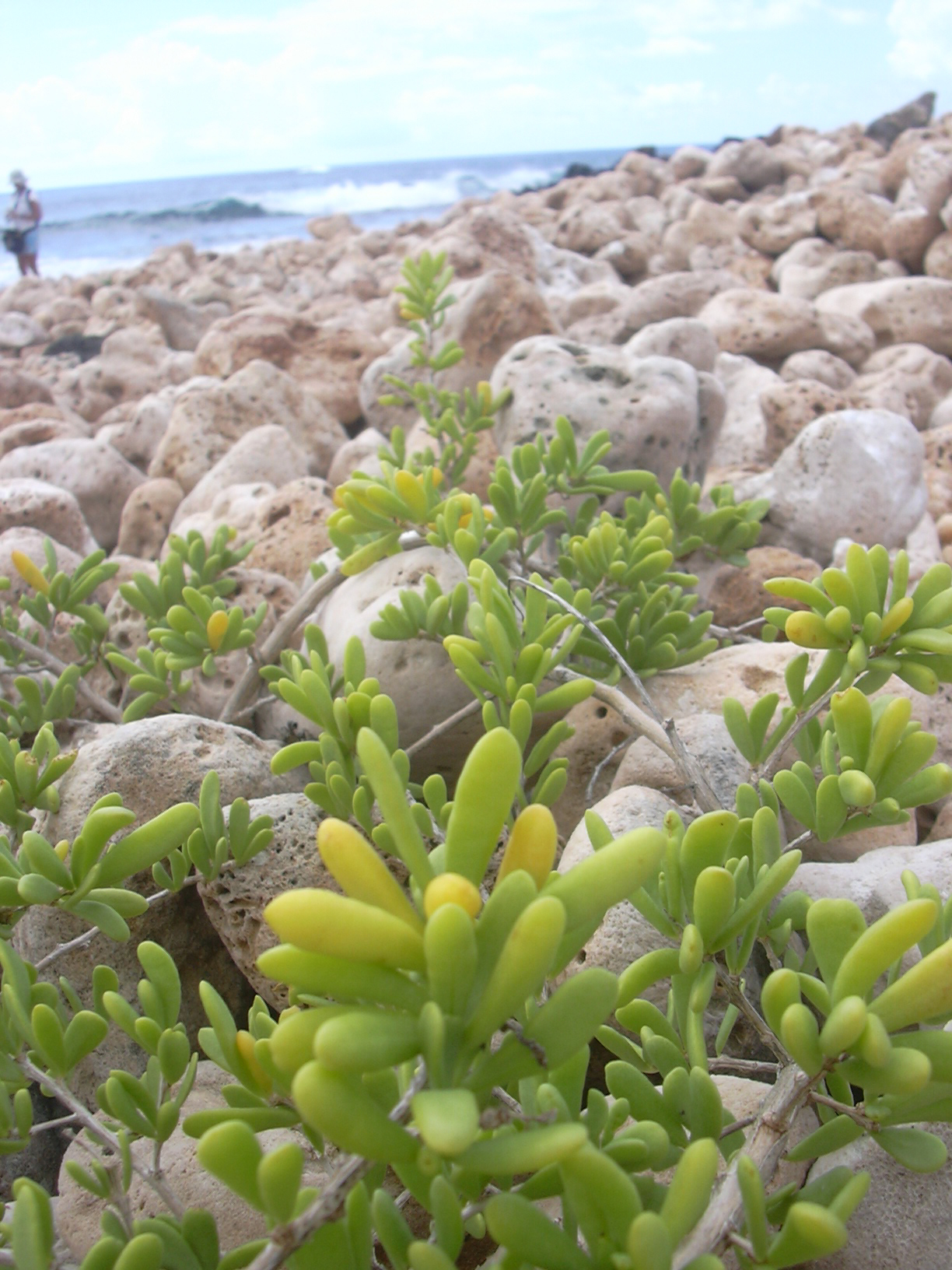
Sukulentní druh Lycium sandwicense

## Rozšíření
Rod kustovnice zahrnuje asi 80 druhů. Je rozšířen v mírném pásu a subtropech zejména v jižní části Jižní Ameriky a v jižní Africe, v menší míře i v mírných oblastech Asie a Evropy.
Do Evropy (konkrétně do Spojeného království) se kustovnice čínská poprvé dostala v roce 1730, kdy si ji ze svých cest přivezl Archibald Campbell, třetí vévoda z Argyllu. Goji má po něm jeden ze svých anglických názvů - Duke of Argyll's tea tree.
V České republice není žádný druh kustovnice původní. Kustovnice cizí je vysazována jako okrasná dřevina a široce zdomácněla zejména v teplejších oblastech republiky. V Evropě rostou celkem 4 původní druhy kustovnice. V téměř celém Středomoří je rozšířena kustovnice evropská, místy (Řecko, Pyrenejský poloostrov aj.) i kustovnice Lycium intricatum. V Řecku, na Krétě a Sicílii roste Lycium schweinfurthii. Z východního Ruska je uváděna kustovnice ruténská (L. ruthenicum). Některé cizokrajné kustovnice v Evropě zplaňují. Mimo široce zdomácnělé kustovnice cizí občas zplaňuje kustovnice čínská a v jižní Evropě druh Lycium afrum.

## Obsahové látky
Ve větvích, listech i plodech kustovnice cizí je obsažen jedovatý lycin.

## Zástupci
- kustovnice bledá (Lycium pallidum)
- kustovnice čínská (Lycium chinense)
- kustovnice cizí (Lycium barbarum, syn. L. halimifolium)
- kustovnice evropská (Lycium europaeum)
- kustovnice ruténská (Lycium ruthenicum)[4][5]

## Význam
Kustovnice cizí je v České republice pěstována jako okrasná dřevina. Vytváří nepropustné porosty. Je ozdobná zejména obloukovitě převisajícími větvemi a červenými plody. Používá se např. k ozelenění ploch kolem dálnic, zejména na stanovištích kde ostatní rostliny selhávají. Silně odnožuje a může se stát obtížným a nebezpečným plevelem.
Řidčeji se pěstují v ČR jako okrasné keře i jiné druhy kustovnic, zejména kustovnice bledá s přímými větvemi nebo beztrnná kustovnice čínská.
Plody kustovnice cizí, kustovnice čínské a jejich hybridů jsou známy jako goji nebo godži a sušené jsou prodávány zejména v obchodech se zdravou výživou. V Číně je godži velmi populární jako tonifikační prostředek. Odvar z plodů a kůry z kořene kustovnice čínské je využíván v tradiční čínské medicíně.

## Pěstování a množení
Kustovnice jsou nenáročné, světlomilné dřeviny odolné vůči suchu. Daří se jim zejména v lehkých, vápenatých půdách a snášejí i půdy velmi písčité. Netrpí chorobami a dobře snášejí zakouřené ovzduší. Množí se snadno dřevitými nebo kořenovými řízky. Vzácnější druhy je možno množit též výsevem semen, která je třeba ihned po sklizni stratifikovat.